# Cecilia (namn)

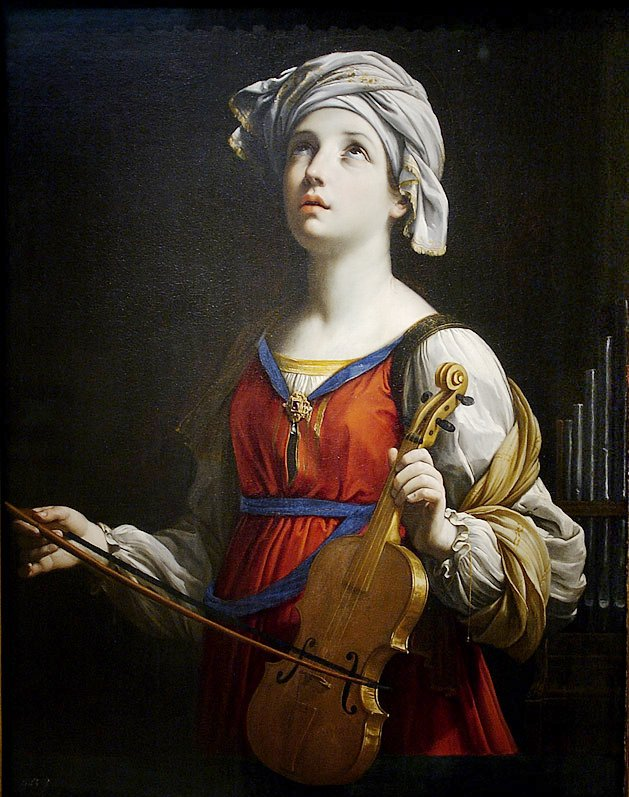
Sankta Cecilia

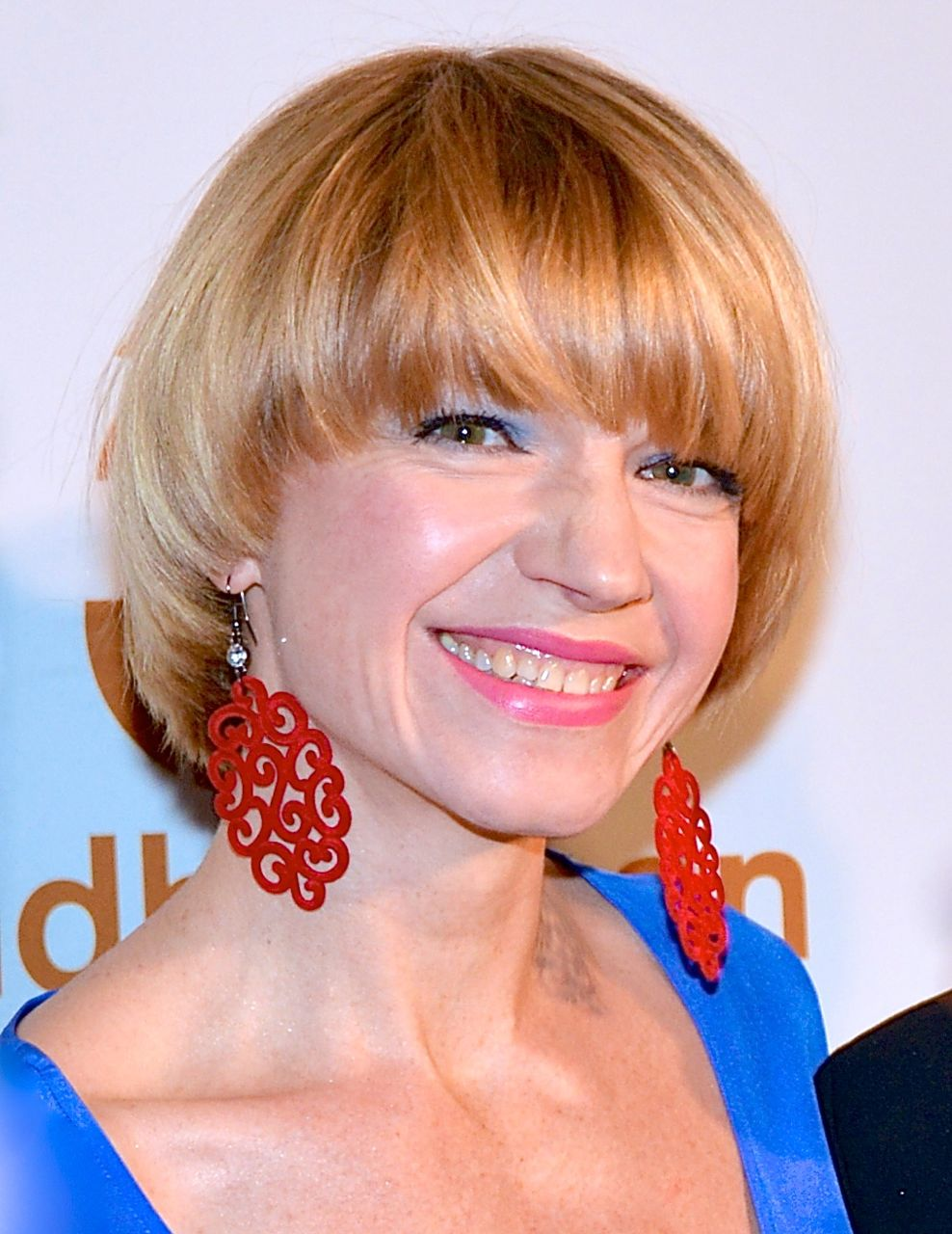
Cecilia Frode

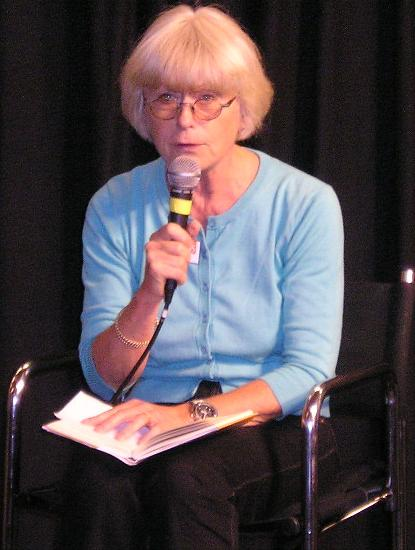
Cecilia Torudd

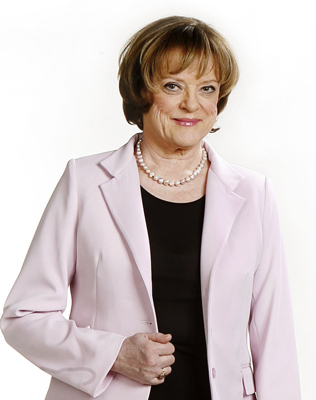
Cecilia Hagen

Cecilia är ett kvinnonamn av latinskt ursprung (Caecilia). Från början bars namnet av de kvinnliga medlemmarna i den romerska släkten Caecilius, vars namn tagits från ordet caecus, 'blind' . En försvenskad variant är Sissela och andra nordiska varianter är Sissel, Sidsel, Silje och Silja. Vanliga smeknamn är Cissi och Cilla.
Namnet har funnits i Sverige sedan 1100-talet och var ett av de populäraste namnen under 1970- och 1980-talen.[källa behövs] I almanackan finns namnet till minne av Sankta Cecilia som led martyrdöden i Rom i början av 200-talet.
Den 31 december 2014 fanns det totalt 64 437 kvinnor folkbokförda i Sverige med namnet Cecilia, varav 23 232 bar det som tilltalsnamn.
Namnsdag: i Sverige 22 november. I den finlandssvenska namnsdagslängden har Cecilia namnsdag 22 november sedan starten 1929, då en egen namnsdagskalender togs i bruk för finlandssvenskar. 1950–1972 fanns också parallellformen Cilla i namnsdagskalendern.

## Personer med namnet Cecilia
- Cecilia, romerskt helgon
- Cecilia av Baden, rysk storfurstinna
- Cecilia av Normandie, fransk abbedissa, dotter till Vilhelm Erövraren
- Cecilia av Sverige, oldenburgsk storhertiginna, svensk prinsessa, dotter till kung Gustav IV Adolf, även kallad Cecilia av Vasa
- Cecilia Andrén, svensk buktalerska och underhållare
- Cecilia Bartoli, italiensk mezzosopran
- Cecilia Bergqvist, svensk skådespelerska
- Cecilia Berlin, svensk docent
- Cecilia Bååth-Holmberg, svensk författare och psalmförfattare
- Cecilia Börjlind, svensk manusförfattare
- Cecilia Damström, finlandssvensk tonsättare
- Cecilia Edefalk, svensk konstnär
- Cecilia Ehrling, svensk dansare
- Cecilia Forss, svensk skådespelare och komiker
- Cecilia Frisendahl, svensk grafiker och konstnär
- Cecilia Frode, svensk skådespelerska
- Cecilia Fryxell, svensk pedagog
- Cecilia Grubbström, svensk handbollsspelare
- Cecilia Gyllenhammar, svensk författare
- Cecilia Hagen, svensk journalist och författare
- Cecilia Jarlskog, svensk fysiker och forskare
- Cecilia Knutsdotter av Danmark, dansk prinsessa
- Cecilia Lindqvist, svensk författare och sinolog
- Cecilia Ljung, svensk skådespelerska
- Cecilia Malmström, svensk politiker (l)
- Cecilia Månsdotter Eka, mor till Gustav Eriksson Vasa.
- Cecilia Nettelbrandt, svensk jurist, politiker (fp), vice talman, ambassadör
- Cecilia Nilsson, svensk skådespelerska
- Cecilia Nilsson, svensk släggkastare
- Cecilia Rodhe, Fröken Sverige 1978
- Cecilia Rydinger Alin, svensk dirigent och professor
- Cecilia Schelin Seidegård, biokemist och landshövding i Gotlands län 2010-2018, i Kalmar län 2019-
- Cecilia Stegö Chilò, svensk journalist och politiker (m), f.d. statsråd
- Cecilia Suárez, mexikansk skådespelare
- Cecilia Torudd, svensk serietecknare
- Cecilia Uddén, svensk journalist
- Cecilia Vasa, badensisk markgrevinna, född svensk prinsessa 1540, dotter till kung Gustav I
- Cecilia Vennersten, svensk sångerska
- Cecilia Wigström, svensk riksdagsledamot (fp)
- Cecilia Wikström, svensk politiker (fp)
- Cecilia Östberg, svensk ishockeyspelare

## Fiktiva figurer med namnet Cecilia
- Agnes Cecilia, litterär gestalt i Maria Gripes bok Agnes Cecilia – en sällsam historia
- Cecilia Algotsdotter, litterär gestalt i Jan Guillous trilogi om Arn Magnusson
- Cecilia Lind,  i Cornelis Vreeswijks visa Balladen om herr Fredrik Åkare och den söta fröken Cecilia Lind